# Giacomo Lomellini
Il Serenissimo Giacomo Lomellini (Genova, 1570 – Genova, 1º aprile 1652) fu il 97º doge della Repubblica di Genova.

## Biografia

Stemma nobiliare dei Lomellini

### Primi anni
Figlio di Nicolò Lomellini e della nobile donna Battina de Candia Lomellini (un altro ramo della famiglia), nacque a Genova intorno al 1570. Giacomo Lomellini, come altri e giovani esponenti del suo stato sociale, ebbe pari attenzioni allo studio e alla pratica delle armi.
Con il compimento dei 25 anni d'età poté ricoprire le sue prime cariche a servizio dello Stato genovese: nel 1596 fu inviato a Savona in qualità di commissario della fortezza del Priamar; nel febbraio 1599 fu tra i "gentiluomini" che accompagnarono il passaggio e la sosta a Genova della regina Margherita d'Austria-Stiria, consorte di Filippo III di Spagna. Trasferito nello stesso anno nella Riviera di Levante ricoprì la carica di Sindacatore dei Giusdicenti, un organo statale istituito per la verifica e controllo dei locali amministratori.
Tra il 1604 e 1613 fu più volte tra i componenti e responsabili dei magistrati agli Straordinari, di Corsica (1608) e dei Cambi; nel 1618, nuovamente nella città savonese, fu ancora commissario della locale fortezza. Nel 1621 il nome fu estratto tra i nuovi membri del Senato della Repubblica di Genova e da neo eletto sfiorò in quell'anno già la massima carica dello Stato, mandato biennale che portò invece alla nomina del doge Giorgio Centurione. Come senatore ricoprì gli uffici di supremo sindacatore e di preside del magistrato di Sanità e allo scadere della carica continuò il suo operato in diversi magistrati occupandosi di economia, tasse, cambi e finanze.

### Il dogato
La sua elezione a doge avvenne in un periodo particolare per la Repubblica di Genova. Dal marzo 1625 iniziarono le prime avvisaglie di ostilità, che da lì a pochi mesi sfociarono in una guerra vera e propria, tra la Repubblica e il Ducato di Savoia di Carlo Emanuele I, quest'ultimo sostenuto dalla Francia di Luigi XIII. Nonostante vi fosse ancora un doge in carica, nella persona di Federico De Franchi Toso, il cui mandato sarebbe terminato il 25 giugno dello stesso anno, il Maggior Consiglio della Repubblica preferì evitare un ipotetico vuoto di potere o sede vacante nel corso della guerra sabaudo-genovese anticipando di nove giorni la data di fine mandato. Come da accordi tra le parti, il doge De Franchi Toso rassegnò le dimissioni la mattina del 16 giugno e già nel corso della giornata, in una votazione quanto mai rapida, se pur non unanime (206 favorevoli su 712, mentre l'altro candidato, Giovanni Andrea Pallavicini, ne raccolse 153), Giacomo Lomellini fu eletto alla massima carica dello Stato.
Durante il suo dogato - il cinquantaduesimo in successione biennale e il novantasettesimo nella storia repubblicana - per ovvi motivi dovette occuparsi soprattutto della difesa di Genova e del territorio ligure seguendo il percorso inizialmente avviato dal suo predecessore. Dopo un rapido potenziamento delle fortificazioni del capoluogo genovese, di Savona e di Gavi, fu quasi costretto per le forze in campo a stringere un'alleanza militare con il Regno di Spagna. Oltre alla difesa dei confini, il doge Lomellini dovette affrontare i numerosi disordini interni di quei territori e popolazioni - con repressioni drastiche - che approfittando del conflitto sabaudo-genovese manifestarono i loro dissensi per questioni economiche e sociali, tra cui quella che divenne nota come la congiura dei De Marini.
Inizialmente sconfitti in alcuni scontri, i soldati ispano-liguri riuscirono a mutare la situazione a loro favore tanto che nell'ottobre 1625 la fase più critica e difficile poté considerarsi superata con lo svolgimento, tra l'altro, della non ancora avvenuta cerimonia d'incoronazione del doge il 4 ottobre. Una cerimonia che visti i recenti successi genovesi (e degli spagnoli) conseguentemente esaltarono maggiormente la figura dell'incoronato doge Giacomo Lomellini tra orazioni civili, religiose, poetiche e del popolo che in lui vedevano ora il nuovo "salvatore della Patria".
Scongiurato un prosieguo delle ostilità con il ducato sabaudo, il doge Lomellini poté attuare un ambito e prezioso progetto di difesa della capitale: la costruzione di una poderosa cinta muraria dal colle di San Benigno sino alla foce del torrente Bisagno, opera che fu alla base delle cosiddette "Mure Nuove". Il 7 dicembre 1626 il doge in persona pose la prima pietra e negli anni successivi numerosi furono le donazioni tra i privati, le corporazioni, le arti e le Casaccie, a cui si aggiunsero le nuove tasse appositamente studiate per sostenere la spesa, versate per lo più dai ceti medi e meno abbienti. La somma raccolta, circa 2.100.000 lire genovesi, non servì a coprire l'intera realizzazione, ma fu comunque la base per partire con i lavori.

### Gli ultimi anni
Terminato il mandato il 25 giugno 1627, Giacomo Lomellini fu eletto dal gennaio 1628 al 1630 a capo del magistrato di Guerra e con tale grado fu uno dei protagonisti che sventarono nel marzo la cosiddetta "congiura del Vachero", un tentativo di alcuni congiurati - tra questi Giulio Cesare Vachero e Giovanni Antonio Ansaldi che pagarono con la morte, di rovesciare il governo della Repubblica in favore dei Savoia e di Carlo Emanuele I. Fu ancora incaricato dalla Repubblica di Genova di seguire i lavori di costruzione delle mura, che di fatto partirono solamente nel 1630, presso il neo costituito magistrato delle Nuove Mura. Ed era ancora alla guida di quel magistrato quando nel dicembre 1632 il lavoro di 8.000 operai e una spesa di circa 10.000.000 lire genovesi fruttarono una nuova costruzione difensiva di circa 12 miglia.
Nel 1634 fu all'ufficio del magistrato di Corsica e nel 1637, e ancora nel 1644, guidò la commissione dell'Inquisitore di Stato della Repubblica di Genova costituita dopo gli episodi del Vachero. Nel 1645 e fino alla morte prese parte alla direzione dei lavori di rifacimento e modifica di palazzo Ducale. Morì a Genova il 1º aprile 1652 e il suo corpo fu sepolto all'interno della basilica della Santissima Annunziata del Vastato.

## Vita privata

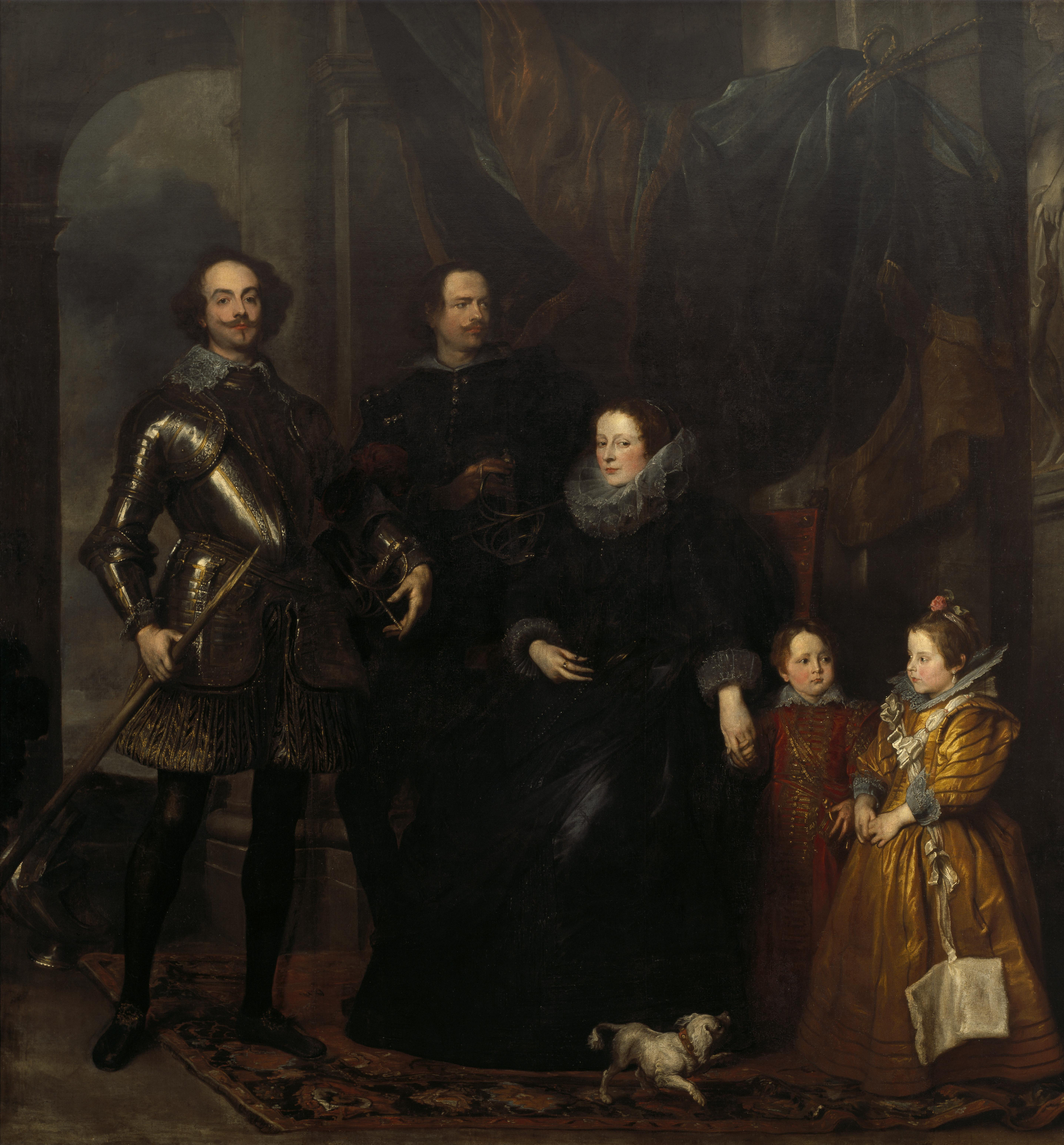
Antoon van Dyck, Ritratto della famiglia Lomellini, 1623 (i due figli del primo matrimonio, e la seconda moglie con i due figli del secondo matrimonio).

Dal primo matrimonio con Violante Pinelli ebbe i figli Nicolò, Battina, Giovan Francesco e Giovanna; dalla seconda moglie Barbara Spinola i figli Vittoria e Agostino; dal terzo matrimonio con Maddalena Grillo una sola figlia, Teresa. Si sposò una quarta e ultima volta con Pellegra Spinola.
La figura di Giacomo Lomellini è ricordata negli annali genovesi come ricca (al quarto posto tra i patrizi genovesi nella capitazione del 1637 con un patrimonio di 2.144.444 lire), autorevole e soprattutto con un grande senso di patria. Quasi certamente, se non ovvio, la vittoria genovese sul duca di Savoia alimentò la sua fama e il rispetto tra il popolo e la stessa componente nobiliare della Genova aristocratica.
Da sempre convinto sostenitore di una Repubblica di Genova più indipendente economicamente dalla Spagna, fu ben presto visto dai nobili come il rappresentante di questo nuovo movimento che voleva un maggiore sostentamento "fisico" - potenziando le risorse per la difesa - ed economico dello stato genovese.
Tutto questo andando contro il grande potere della corona spagnola che aiutò i Genovesi nella guerra del 1625, ma che già nel 1626 si accordò con il duca sabaudo per un'alleanza contro la Francia o ancora dopo la bancarotta di Filippo IV del 1627 che mise in difficoltà gli investitori genovesi (tra questi pure il Lomellini che in Spagna aveva, come altri patrizi, investimenti e affari). Fu talmente determinato nelle sue motivazioni che fu segnalato come "pericoloso" e tra i "nobili anti-spagnoli" dall'ambasciatore di Spagna a Genova Francisco de Melo.